# Яремийчук, Роман Семёнович
Яремийчук Роман Семенович (род. 19 ноября 1936, Зибрановка) — советский и украинский учёный, доктор технических наук, профессор, член (академик) и вице-президент украинской нефтегазовой академии, член Российской академии естественных наук им. В. И. Вернадского, действительный член белорусской горной академии. Заслуженный деятель науки и техники Украинской ССР (1988). Лауреат Государственной премии Украины в области науки и техники (2008). Действительный член НОШ.

## Биография
После окончания Дрогобычского нефтяного техникума учился на нефтяном факультете Львовского политехнического института. Закончил аспирантуру Всесоюзного НИИ буровой техники (г. Москва) и защитил кандидатскую диссертацию на тему «Исследование усталостной прочности стенок скважин с учётом температурных условий, возникающих при бурении». В 1982 году защитил докторскую диссертацию «Совершенствование технологии освоения скважин путем управления состоянием приствольной зоны». Занимался целым рядом вопросов связанных с бурением различных скважен.
С 1976 по 2010 г. работал в Ивано-Франковском национальном техническом университете нефти и газа. Декан факультета морских нефтегазовых технологий Ивано-Франковского национального технического университета нефти и газа. В 2002 году совместно с Национальной академией природоохранного и курортного строительства был организатором и первым деканом совместного с ИФТУНГ факультета морских нефтегазовых технологий.
Один из ведущих учёных Украины и ранее СССР в области техники и технологии бурения скважин. Внёс значительный вклад в создании украинской терминологии в нефтегазовой отрасли.
С 1994 по 2003 год — глава Ивано-Франковского отделения научного сообщества им. Шевченко. В 2005 году назначен заместителем главы Крымского отделения Научного сообщества им. Шевченко.
Немало путешествовал, посетил 30 стран мира.

## Основные труды
Роман Яремийчук автор 62 книг (учебников, монографий, двуязычных словарей, справочников). Научное наследие ученого насчитывает также более 200 научных статей, 100 публицистических статей, 167 изобретений. Рецензировал немало книг (учебников, энциклопедий, монографий), изданных в Ивано-Франковске, Львове, Черновцах, Киеве, Донецке, Минске и Тюмени. Участвовал в научных конференциях.

### Ключевые публикации в области науки и техники
- Усталостная прочность стенок скважин. Тимофеев Н.С, Вугин Р.Б, Яремийчук Р. С. М.:Недра, 1972.-201 с.
- Вскрытие продуктивных горизонтов и освоения скважин. Яремийчук Р.С, Качмар Ю. Д. Львов.: Вища школа,1982.-150с.
- Обеспечение надежности и качества стволов глубоких скважин. Яремийчук Р.С, Семак Г. Г. М.: Недра,1982.-264с.
- Довідник з нафтогазової справи. (за редакцією В.С Бойко, Р. М. Кондрат, Р. С. Яремійчук.) Львів.: Місіонер,1996.-670с.
- Освоєння та дослідження свердловин. Яремійчук Р.С, Возний В. Р. Львів.: Оріана-нова, 1994.- 450 с.
- Освоєння свердловин. Яремійчук Р.С, Качмар Ю. Д. Львів.: Освіта, 1997.-253с.
- Морські стаціонарні платформи. Крижанівський Е.І, Ільницький М.К, Яремійчук Р. С. Івано-Франківськ, ІФНТУНГ,1996.-199с.
- Англо-український нафтогазовий словник. Яремійчук Р. С., Середницький Л. М., Осінчук З. П. Київ: Українська книга,1998.-543с
- Освоение скважин. Булатов А. И., Качмар Ю. Д., Макаренко П. П., Яремийчук Р. С. (общая редакция) М.: Недра,1999.-477с.
- Основи гірничого виробництва. Яремійчук Р. С., Возний В. Р. Київ: Українська книга, 2000.- 360с.
- Енциклопедичний словник морських нафтогазових технологій.(Українсько-російсько-англійський) Яремійчук Р. С., Франчук І.А ., Возний В. Р., Любімцев В. О. Київ: Українська книга.2003.-320с.
- Довідник «Буріння свердловин», т.1, т.2, т.3, т.5. Мислюк М. А., Рибчич І. Й., Яремійчук Р. С. Київ.: Інтерпресс ЛТД, т.1-2002.- 363с., т.2-2002.-304с., т.3-2004.-294с., т5-2004.-373с.
- Анализ научных и практических решений заканчивания скважин. Яремийчук Р. С., Иванов С. И. М.:Недра,2004.-677с.
- Англо-український/українсько-англійський нафтогазовий словник. Яремійчук Р. С., Середницький Л. М., Осінчук З. П., Яремійчук Я. С., Дністрянський В. І. Львів.:Центр Європи,2008.-677с.
- Інтенсифікація припливу вуглеводів до свердловин. Качмар Ю. Д., Яремійчук Р. С., Світлицький В. М., Синюк Б. Б. (у двох книгах) Львів.: Центр Європи,2005.-770с.
- Технологія і техніка буріння . Войтенко В. С., Вітрик В. Г., Яремійчук Р. С. Львів.: Центр Європи, 2012.-708с.
- Самоподъемные плавучие буровые установки. Лифшыц Р. Б., Ясюк В. М., Яремийчук Р. С. Львов.:Центр Европы,2009.-459с
- Французько-український нафтогазовий словник. Булатов А. І., Головін С. М., Дністрянський В. І., Стефурак Р. І., Яремійчук Р. С. Київ.: Інтерпрес ЛТД,2013.-601с.
- Колтюбінг в нафтогазовидобування. Поліник М. М., Ясюк В. М., Яремійчук Р. С. Львів.: Центр Європи,2014.-342с.
- А. І. Булатов, Ю. Д. Качмар, О. В. Савенок, Р. С. Яремійчук. Освоєння нафтових і газових свердловин. Наука і практика. (Монографія). Львів: СПОЛОМ. 2018. 476 с.

### Публицистические издания
- Роман Яремийчук. Прошлое не исчезает. Львов: Центр Европы. 2015. 520 с.
- Роман Яремийчук. Дорога сквозь жизнь. — Львов: ФЛП Корпан Б. И. 2019. — 266 С.
- Роман Яремийчук. Расхристанные записи. — Львов: СПОЛОМ, 2019. 674 с.

## Награды
- Орден «За заслуги» III степени (2006). Серебряная медаль В. Вернадского Российской академии естественных наук.
- В 1981 и 1982 — лауреат премий Минвуза СССР и Минвуза УССР за научные работы и цикл монографий
- Лауреат конкурса им. Е. Б. Чекалюка Украинской нефтегазовой академии за цикл учебников на украинском языке, заслуженный деятель науки и техники (1988), лауреат государственной премии Украины в области науки и техники (2008).
- ВДНХ СССР наградило Р. С. Яремийчука 13 золотыми, серебряными и бронзовыми медалями за предоставленные экспонаты новой техники, а ВДНХ УССР — 7 дипломами І и ІІ степени за экспонаты и демонстрации их на выставке.
- Отраслевые награды — НАК «Нафтогаз Украины», ВАТ «Укрнафта», ДАТ «Черноморнефтегаз» за вклад в развитие техники и технологии бурения скважин.
- 1986 год — награда Министерства нефтяной промышленности «Заслуженный нефтяник СССР».